# Andrea Alciato

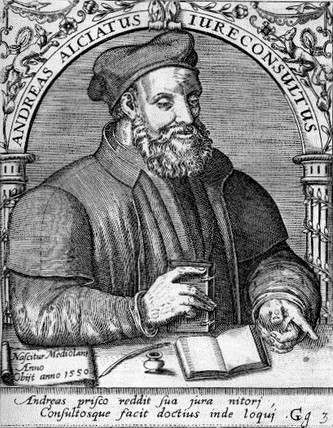

Andrea Alciato, conegut com a Alciati (Andreas Alciatus) (12 gener 1492 - 1550), fou jurista i escriptor italià. És considerat el fundador de l'escola francesa d'humanistes legals. Fou l'inventor del llibre d'emblemes, un gènere molt popular en l'Europa del Renaixement i Barroc.

## Obres
- Annotationes in tres libros Codicis (1515)
- Emblematum liber (1531)
- Opera omnia (Basel 1546-49)
- Rerum Patriae, seu Historiae Mediolanensis, Libri IV (Milan, 1625) una història de Milà

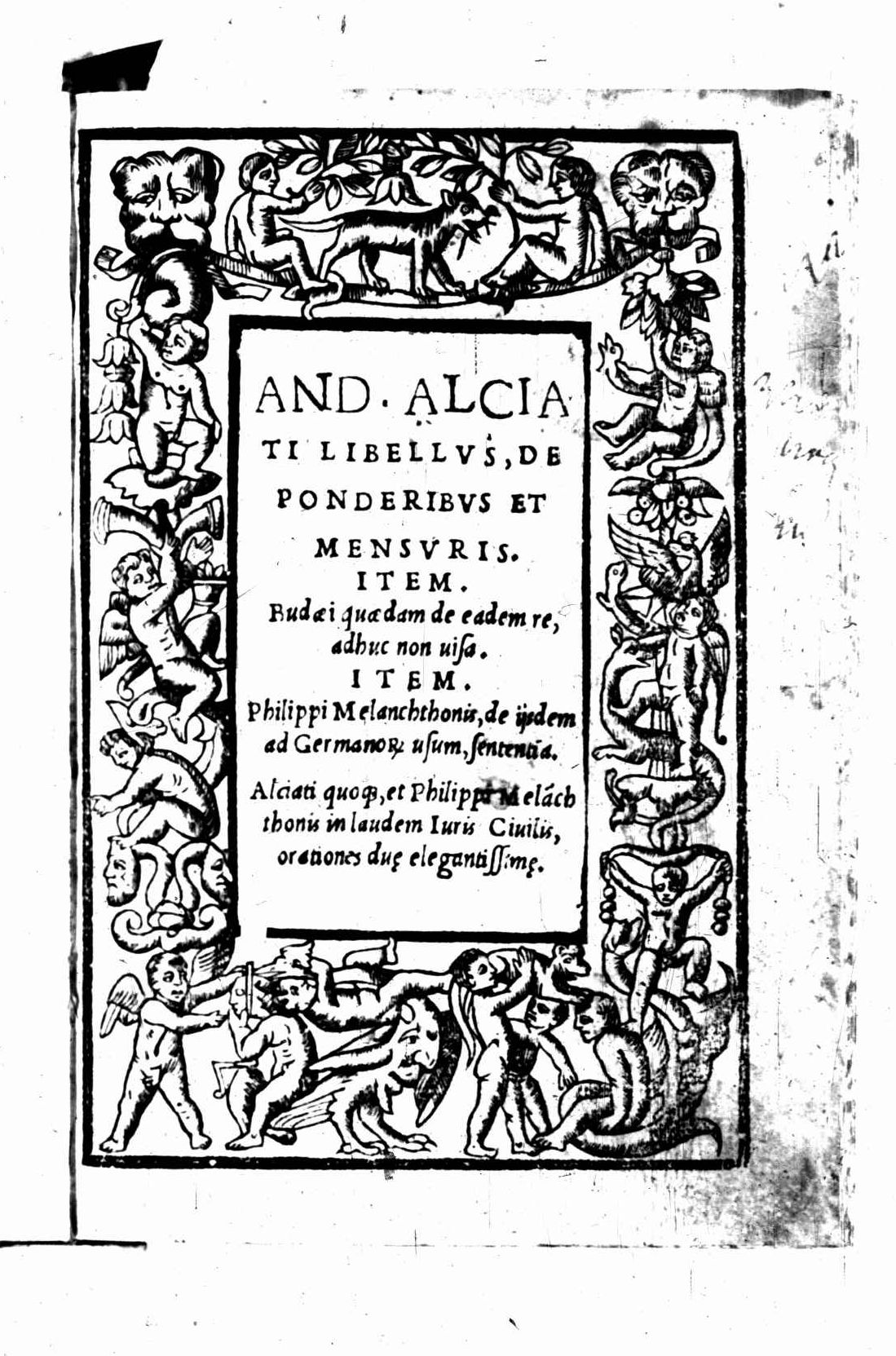
De ponderibus et mensuris, 1532
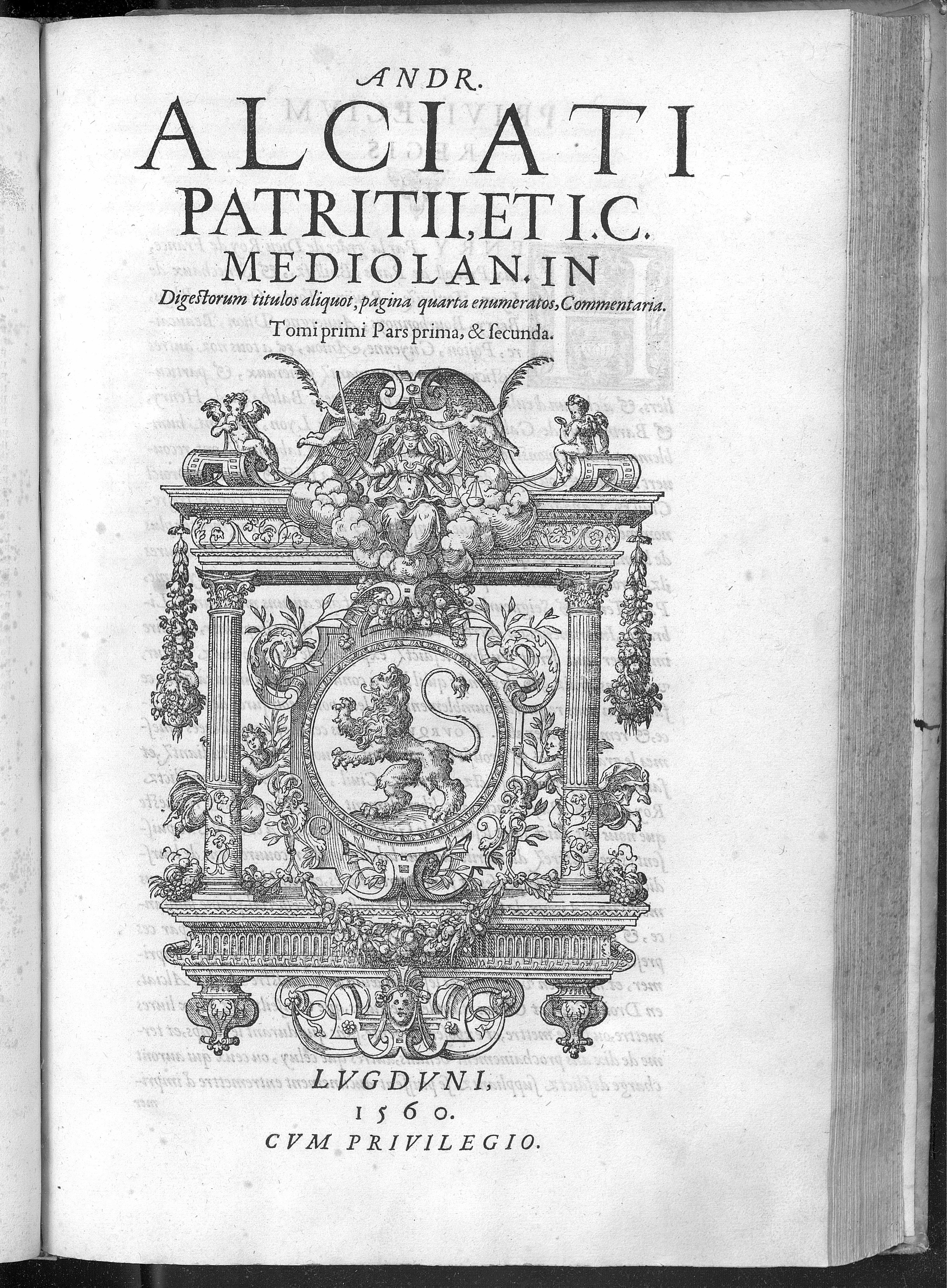
In Digestorum titulos aliquot commentaria, 1560